# Joey Mawson
Joseph „Joey” Mawson (ur. 27 marca 1996 w Sydney) – australijski kierowca wyścigowy.

## Życiorys
Po startach w kartingu, Mawson rozpoczął międzynarodową karierę w jednomiejscowych samochodach wyścigowych w 2014 roku od startów w Francuskiej Formule 4. Spośród osiemnastu wyścigów, w których wystartował, wygrał trzy i trzykrotnie stawał na podium. Uzbierane 188 punkty dały mu czwarte miejsce w klasyfikacji generalnej Rok później zdobył tytuł wicemistrza serii. Rok później zdobył tytuł wicemistrza Brytyjskiej Formuły 3 BRDC oraz tytuł mistrza serii Niemiecka Formuła 4.

## Wyniki

### Podsumowanie
| Sezon     | Seria                      | Zespół                | Wyścigi | Zwycięstwa | PP | NO | Podium | Punkty | Pozycja |
| --------- | -------------------------- | --------------------- | ------- | ---------- | -- | -- | ------ | ------ | ------- |
| 2014      | Francuska Formuła 4        | N/A                   | 18      | 3          | 3  | 3  | 8      | 188    | 4       |
| 2015      | Niemiecka Formuła 4        | Van Amersfoort Racing | 24      | 5          | 1  | 5  | 11     | 297    | 3       |
| 2016      | Niemiecka Formuła 4        | Van Amersfoort Racing | 24      | 10         | 8  | 6  | 16     | 374    | 1       |
| 2016      | Brytyjska Formuła 3 BRDC   | Douglas Motorsport    | 3       | 0          | 0  | 1  | 3      | 82     | 2       |
| 2016/2017 | MRF Challenge Formula 2000 | MRF Challenge         | 16      | 3          | 2  | 4  | 12     | 277    | 2       |